# Kabouters (scouting)

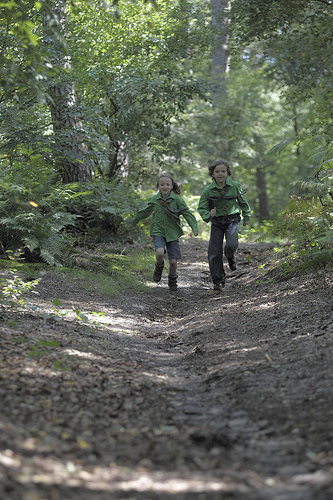
Kabouters van Scouting Nederland in het bos

De kabouters is een leeftijdscategorie bij scouting, oorspronkelijk bedoeld voor meisjes van 7 tot 11 jaar oud.

## Geschiedenis
In 1914 werden de kabouters opgericht door Robert Baden-Powell, als onderdeel van de scoutingbeweging, voor meisjes tussen de 7 en de 11 jaar. Eerder had hij voor jongens tussen de 7 en de 11 jaar de welpen verzonnen, maar al gauw bleek dat ook de meisjes van die leeftijd graag het scoutingspel wilden spelen.
Oorspronkelijk zouden de meisjes "Rosebuds" (rozeknopjes) gaan heten, maar Baden-Powell vond "Brownie" toch beter geschikt. Net als bij de welpen haalde hij zijn inspiratie voor deze naam uit kinderboeken. De naam Brownie is afkomstig uit een verhaal van Juliana Horatia Ewing dat werd geschreven in 1870. Het gaat over de twee kinderen, Tommy en Betty, die leren dat ze behulpzame "Brownies" kunnen worden, of luie "boggarts". Een brownie is een goedaardig, kabouterachtig klein elfje. Een boggart is een kwaadaardig wezentje waarvan de betekenis moeilijk naar het Nederlands is te vertalen. Beide wezens zijn afkomstig uit verhalen in de Schotse mythologie. Veel scoutinggroepen in de wereld namen de leeftijdsgroep en het bijbehorende themaverhaal vrijwel letterlijk over.

## Kabouters internationaal

### België
In Vlaanderen vormen de kabouters een tak van de Scouts en Gidsen Vlaanderen. De kinderen spelen in het land Kalisandra.

### Nederland
Tot in de jaren zeventig werd er bij Scouting Nederland nog gebruikgemaakt van het oorspronkelijke verhaal van Tommy en Betty, en waren de leidingnamen Oubi en Oehoe. Sinds ongeveer de jaren 80 is dit verhaal verdwenen en spelen de kabouters in het fantasieland Bambilië. Bambilië is een land met verschillende dorpen, streken en rivieren, elk met hun eigen kenmerk. Vanuit deze kenmerken worden er bij de kabouters spelletjes en activiteiten gemaakt.

### Wet & Belofte

#### Kabouterwet
Een kabouter speelt samen
met anderen in Bambilië.
Zij is eerlijk, vriendelijk, houdt vol
en zorgt goed voor de natuur.

#### Belofte voor kabouters
Ik beloof mijn best te doen - met de hulp van God - 
een goede kabouter te zijn,
iedereen te helpen waar ik kan
en me te houden aan de kabouter-wet.
Jullie kunnen op me rekenen.

#### Kabouterlied
Er is een kabouterlied gemaakt, dat bij het begin van de opkomst gezongen kan worden.
Hey! Ga je mee? Ga je allemaal eens mee?
Naar een land aan een zee
Waar kabouters groot en klein
Spelen, zingen, bezigzijn
Spelen in 't bos of bij de rivier
Helpen een handje, maken plezier
Waar is dat land?
Hoe heet dat land?
Dat land dat heet
Bam - Bam - bi - lië (3x)
Bambilië
Aan het eind eind van de opkomst wordt gezongen:
Hey! Ga je mee? Ga je allemaal eens mee?
Naar ons huis, onze straat
Waar kabouters groot en klein
Spelen, zingen, bezigzijn
Leren op school of dromen in bed
Helpen een handje, maken veel pret
Een week gaat vlug
Dan zijn we terug
In dat land heet
Bam - Bam - bi - lië (3x)
Bambilië
Kapoenen · Zeehondjes

Welpen · Kabouters · Zeewelpen

Jongverkenners · Jonggidsen · Scheepsmakkers

Gidsen · Verkenners · Zeeverkenners

Jin · Loodsen